# Pietro Cavoti
Pietro Cavoti (Galatina, 28 dicembre 1819 – Galatina, 2 febbraio 1890) è stato un artista, pittore e studioso dell'arte italiano.

## Biografia
Compì i primi studi al Real Collegio dei Gesuiti a Lecce. 
Abbandonati gli studi partecipò attivamente, con Sigismondo Castromediano, al movimento patriottico liberale salentino. Insegnò francese, disegno e calligrafia nel Collegio degli Scolopi, divenuto poi Liceo Convitto Colonna, attuale sede del museo a lui dedicato.
Artista e ricercatore attento, fu nominato dal Ministro della pubblica istruzione nella commissione incaricata di censire e classificare i monumenti italiani, al fine di indicare quelli da considerare monumenti nazionali. Il suo lavoro iniziò dalla provincia di Lecce e precisamente dalla Chiesa di Santa Caterina a Galatina e della Chiesetta di Santo Stefano a Soleto. Furono questi gli anni del suo soggiorno fiorentino, durato 15 anni, dal 1861 al 1876, fino a quando le sue condizioni di salute non lo indussero a ritornare a Galatina.

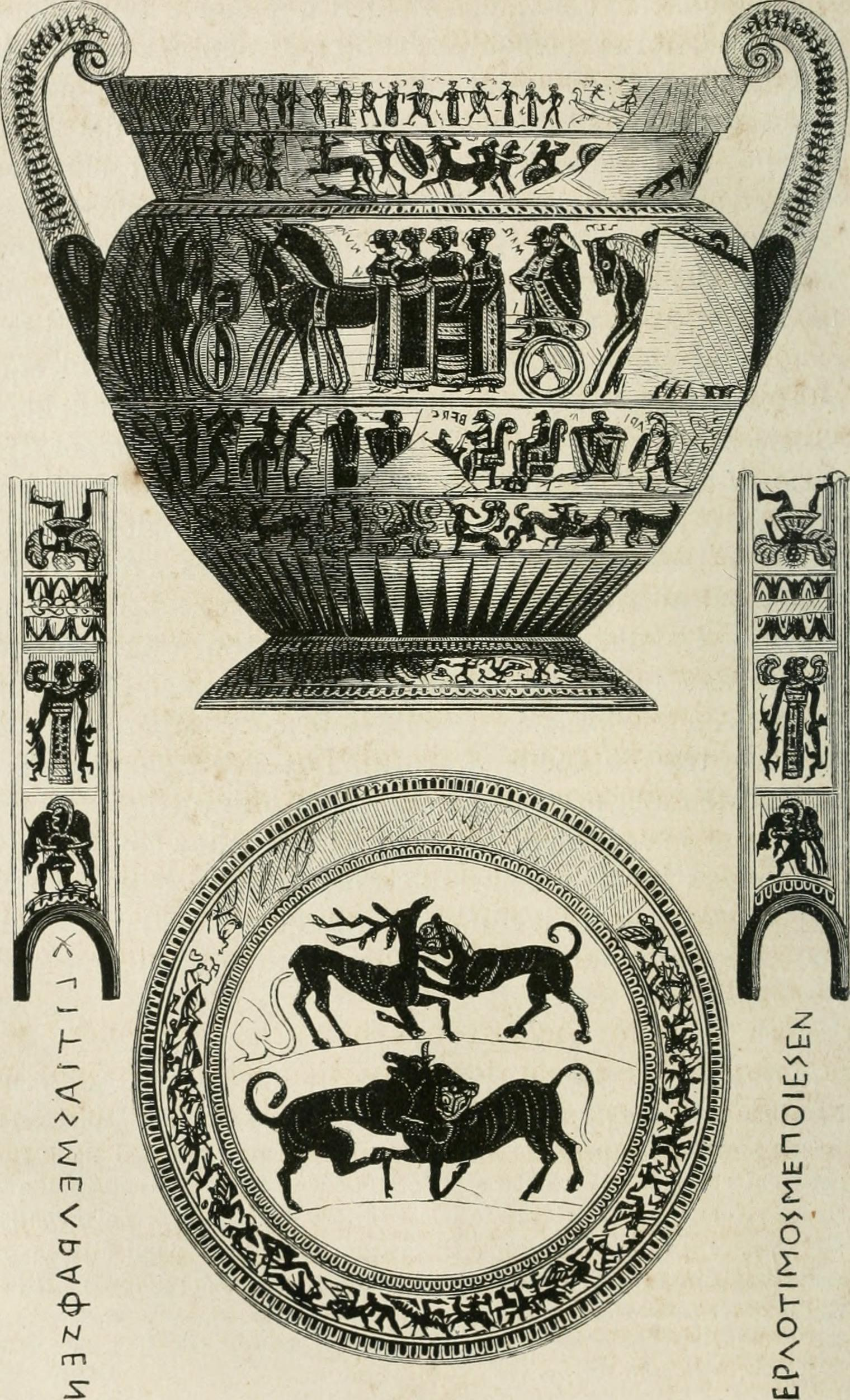
Illustrazione tratta dalla Storia dell'Italia Antica di Atto Vannucci

Fu amico di Atto Vannucci, che gli affidò l'illustrazione della sua "Storia dell'Italia Antica".
Nel 1876, tornato a Galatina dalla sua esperienza fiorentina, accettò l'incarico, affidatogli da Sigismondo Castromediano, di presidente della Commissione conservativa dei monumenti di Terra d'Otranto e di Ispettore dei monumenti.
Ricevette l'incarico di rilevare gli affreschi del Palazzo Marchesale di Sternatia e di effettuare lo studio dell'edificio arcaico detto Le Cento Pietre di Patù.

## Opere
Ha realizzato diversi disegni, acquerelli ed incisioni. Scrisse inoltre alcuni saggi, tra cui si ricorda Saggio di lavori nelle pietre denominate carparo e pietra leccese delle rocce salentine.
Gran parte dei suoi lavori è conservata nel museo civico di Galatina a lui intitolato.